# Borek (okres Jičín)
Borek je obec v okrese Jičín v Královéhradeckém kraji. Žije v ní 96 obyvatel.

## Historie
První písemná zmínka o vesnici pochází z roku 1267.

## Obyvatelstvo
| Rok            | 1869 | 1880 | 1890 | 1900 | 1910 | 1921 | 1930 | 1950 | 1961 | 1970 | 1980 | 1991 | 2001 | 2011 | 2021 |
| -------------- | ---- | ---- | ---- | ---- | ---- | ---- | ---- | ---- | ---- | ---- | ---- | ---- | ---- | ---- | ---- |
| Počet obyvatel | 417  | 426  | 400  | 368  | 376  | 332  | 293  | 198  | 182  | 128  | 118  | 97   | 102  | 93   | 99   |
| Počet domů     | 68   | 71   | 70   | 69   | 69   | 70   | 71   | 71   | 49   | 44   | 42   | 79   | 73   | 72   | 57   |

## Obecní správa
Mezi lety 1850–1920 patřil Borek jako osada obce k Chroustovu v okrese Hradec Králové (1850–1890) a později v okrese Nový Bydžov. V letech 1921–1974 byl obcí v okrese Nový Bydžov (1921–1950), poté v okrese Hořice (1950) a později v okrese Jičín. Od 1. ledna 1975 do 23. listopadu 1990 patřil jako část města k Miletínu a od 24. listopadu 1990 je opět samostatnou obcí.

### Části obce
- Borek
- Bezník
- Želejov

## Pamětihodnosti
Asi 500 metrů severozápadně od vesnice se dochovaly terénní pozůstatky blíže neznámého hradu z 13. století, označovaného jako hrad u Bezníka.